# Roca Roja (Algerri)
La Roca Roja és una muntanya de 606 metres que es troba al municipi d'Algerri, a la comarca catalana de la Noguera.